# Das Orangenmädchen
Das Orangenmädchen (Original: Appelsinpiken) ist ein philosophischer Roman des norwegischen Autors Jostein Gaarder aus dem Jahr 2003.

## Inhalt
Als der jetzt 15-jährige Georg noch im Kindergartenalter war, starb sein Vater an Krebs. Dessen letzter Wille war es, die Kinderkarre, in der Georg einst gespielt hatte, auf keinen Fall zu verschenken oder gar zu verkaufen. Nun ist Georg 15 Jahre alt und seine Großmutter findet in dieser Karre einen Brief seines Vaters. Georg ist verwirrt, erstaunt und begeistert zugleich; er zieht sich auf sein Zimmer zurück, um den Papierstapel genauer zu studieren. Je mehr er sich in den Brief vertieft, umso weiter entfernt er sich von seiner Lebenssituation: Seine Großeltern, seine Mutter und deren neuer Mann sitzen im Wohnzimmer und warten. Zwischenzeitlich macht Georg Lesepausen, in denen er reflektiert, was ihm sein Vater einst schrieb.
Der rote Faden innerhalb des Briefes ist das mysteriöse Orangenmädchen, dessen Bekanntschaft Georgs Vater machte. Zunächst trifft er sie in der Straßenbahn, beladen mit einer Tüte voller saftiger und schöner Orangen – eine schicksalhafte Begegnung, da sie seitdem seine Gedankenwelt beherrscht. Georgs Vater verliebt sich Hals über Kopf in sie, sodass er sich auf die Suche nach ihr macht, nachdem sich ihre Wege getrennt haben. Die Sehnsucht führt beide wieder zusammen. Mit einem seltsam-komischen Satz, den das Orangenmädchen gegenüber Georgs Vater äußert, wird auch Georg selbst zum Nachdenken gebracht. Letzten Endes enthüllt sich auch für ihn die Wahrheit darüber, dass das geheimnisvolle Orangenmädchen seine Mutter ist. Er erfährt vieles über die Vergangenheit seines Vaters und zieht daraus Schlussfolgerungen auch für seine eigene Zukunft.

## Rezension
Das Orangenmädchen ist Jostein Gaarders persönlichster Roman: Der Autor verfasst eine rührende Geschichte über die Liebe und das Verantwortungsbewusstsein eines Vaters gegenüber seinem Sohn – auch über seinen Tod hinaus hat der Vater dem Sohn eine wertvolle Erbschaft in Form einer Geschichte hinterlassen, aus der er vielfältig lernen kann.
Wie viele von Gaarders Romanen zeichnet sich auch Das Orangenmädchen durch die kunstvoll zusammengeführten Handlungsstränge auf verschiedenen zeitlichen Ebenen aus. In seiner Rezension für den Spiegel beschreibt Klemens Kindermann diese Kunst: „Die Stärke des Norwegers besteht [...] darin, den Leser zum Nach- und Weiterdenken zu verführen, und das gelingt ihm hier vorzüglich. ‚Das Orangenmädchen‘ ist eine Liebesgeschichte, und in diesem literarischen Humus gedeiht Gaarders bohrende Art von Selbstbefragung, die eine Mischung aus Verwunderung, Traum und Selbstzweifel ist.“

## Ausgaben
Im Oktober 2003 erschien das Buch als gebundene Ausgabe (ISBN 3-446-20344-3). Die deutsche Übersetzung stammt von Gabriele Haefs. Im Deutschen Taschenbuch Verlag ist sie 2005 als Taschenbuch (ISBN 3-423-13396-1) erschienen, im Jahr 2003 wurde zuvor auch eine Hörspielfassung veröffentlicht. Ende 2004 wurde die gleichnamige Musicalversion des Buches am Theater der Stadt Trier uraufgeführt. Das Bühnenwerk stammt aus der Feder von Christian Gundlach (Buch), Martin Lingnau (Musik) und Edith Jeske (Liedtexte). Die Rechte für das Stück liegen beim Theaterverlag Whale Songs. Am 5. Dezember 2008 fand die österreichische Erstaufführung des Musicals im Wiener Das Off Theater statt. Im Dezember 2009 wurde das Taschenbuch anlässlich des Filmstarts mit neuem Cover neu aufgelegt (ISBN 978-3-423-08627-1).

## Verfilmung
2008 wurde der Roman unter dem gleichnamigen Titel Das Orangenmädchen als norwegisch-deutsch-spanische Koproduktion verfilmt. Die Dreharbeiten fanden hauptsächlich im norwegischen Oslo, dem thüringischen Erfurt sowie dem andalusischen Sevilla statt. Beteiligte Produktionsfirmen waren Helgeland Film aus Norwegen, Tradewind Pictures aus Deutschland und Jaleo Films aus Spanien.
Am 27. Februar 2009 hatte der Film in Norwegen Premiere, der deutsche Kinostart war am 10. Dezember 2009.

## Auszeichnungen
- 2004 "Goldener Lufti" der Lufti-Jugendbuchjury der Mecklenburgischen Literaturgesellschaft
- 2004 Nominierung zum Deutschen Jugendliteraturpreis
- Januar 2004 JuBu Buch des Monats
- Dezember 2005 Nominierung zum Hösbacher Literaturpreis